# Tayshaneta madla
Tayshaneta madla es una especie de araña araneomorfa del género Tayshaneta, familia Leptonetidae. Fue descrita científicamente por Ledford, Paquin, Cokendolpher, Campbell & Griswold en 2012.

## Distribución geográfica
Habita en los Estados Unidos.